# Versteckte-Mutter-Fotografie

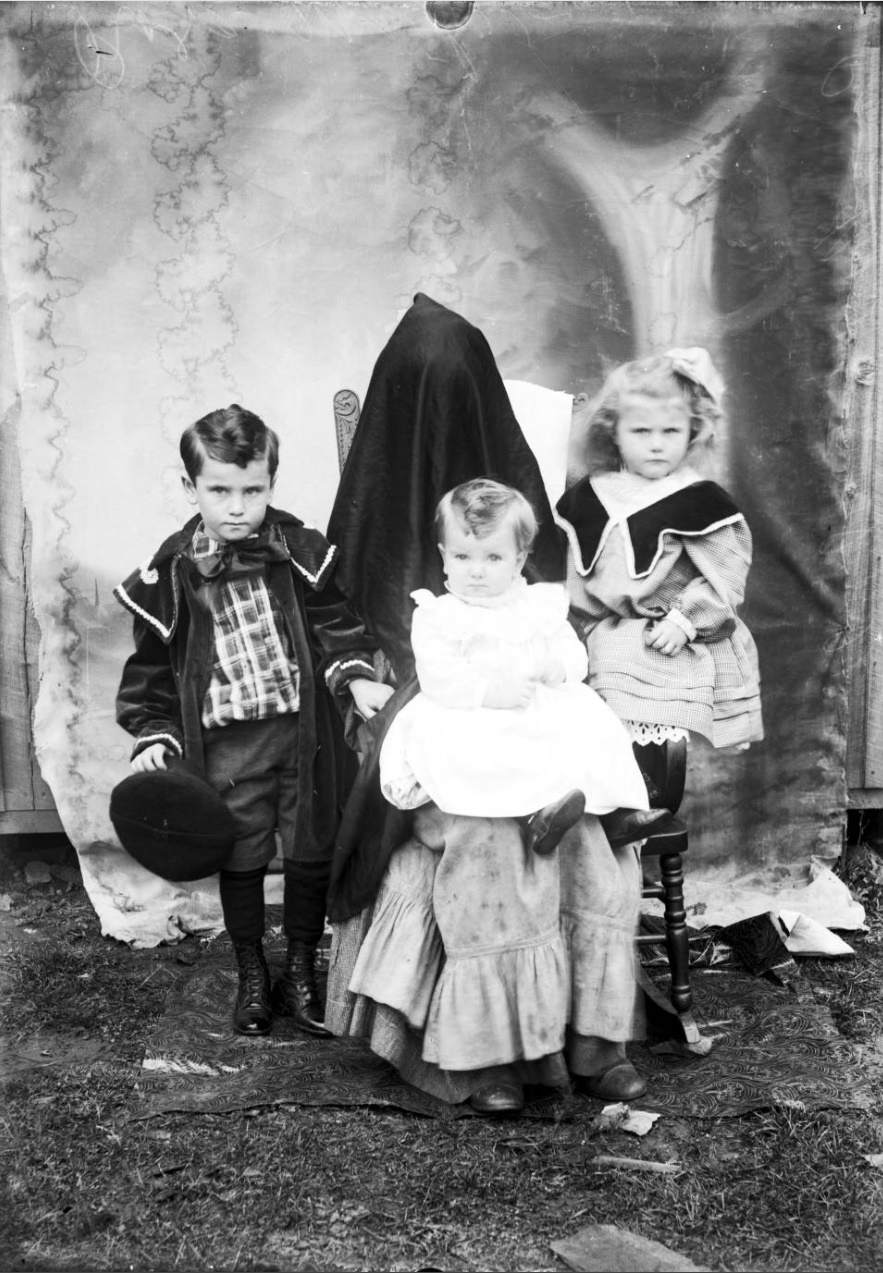
Albert J. Ewing (Fotograf aus Ohio), Fotografie dreier Kinder und ihrer versteckten Mutter, um 1900

Als Versteckte-Mutter-Fotografie (englisch Hidden mother photography) gilt eine in der zweiten Hälfte des 19. Jahrhunderts verbreitete Praxis der Porträtfotografie, bei der Kleinkinder in Anwesenheit einer mit einem Tuch verhüllten oder versteckten Person (nicht unbedingt der Mutter) fotografiert wurden.
Ab etwa 1860 wurden die kommerzielle Porträtfotografie und die Carte de Visite weltweit zu einem Massenmedium. Auch viele Eltern suchten Fotostudios auf, um Porträts von ihren Kindern anfertigen zu lassen. Hintergrund der Versteckte-Mutter-Fotografie war offenbar die Notwendigkeit, Kleinkinder bei Porträtaufnahmen festzuhalten, damit die Aufnahmen aufgrund der damals noch technisch bedingten langen Belichtungszeiten nicht verwackelten. Die geisterhaft wirkenden verhüllten Personen auf den Fotoabzügen wurden in der Regel durch Passepartouts weitgehend verborgen.

## Begriff
Erst seit Beginn des 21. Jahrhunderts wurde die Versteckte-Mutter-Fotografie nach Sichtung zahlreicher Porträts und Cartes de Visite der Jahre zwischen etwa 1860 und 1920 als ein besonders in Nordamerika, teils auch in Europa gängiges Genre der Fotografie identifiziert und so bezeichnet. 2005 prägten die US-Amerikaner Lee Marks und John Deprez in einem ersten Fotobuch zum Thema den Begriff der Hidden presence. Seit etwa 2013 wurde das Genre meist als Hidden mother photography bezeichnet.
Diese moderne Zuschreibung ist insofern zu hinterfragen, als „sich hinter dem Schleier doch ebenso gut die Nanny, ein Studiogehilfe oder anderes Personal verborgen haben [könnte], das nicht zusammen mit den Kindern der Auftraggeber im Bild verewigt werden sollte“. Dies erscheint auch deshalb in vielen Fällen wahrscheinlich, als mit dem Aufkommen der Fotografie für das Anfertigen von Ahnenbildern empfohlen wurde: „Aus psychologischen Gründen werden zu diesem Zwecke jene Photographien am sichersten dienen und am wirksamsten beitragen, in welchen der Sohn und die Tochter neben dem Vater und der Mutter auch sich selbst in einer Familiengruppe abgebildet finden.“

## Geschichte
Die frühen Techniken der Fotografie wie die Daguerreotypie hatten je nach Lichtverhältnissen Belichtungszeiten von einigen zehn Sekunden bis zu mehreren Minuten. Für die seit den 1860er Jahren populäre Porträtfotografie wurde meist das Albumin-, Ferrotypie- oder Kollodiumverfahren eingesetzt, das die Belichtungszeit in den Porträtstudios auf etwa 30 Sekunden verkürzte. Noch Anfang des 20. Jahrhunderts waren – selbst bei Verwendung lichtstarker Objektive – zur Aufnahme lachender Kinder Belichtungszeiten von ½–1 Sek. üblich.
Kleinkinder mussten daher für die Zeit der Belichtung festgehalten werden. Die lange Belichtungszeit ist auch der Grund dafür, dass sowohl Kinder als auch andere Personen auf den Porträts des 19. Jahrhunderts immer mit ernster Miene und nicht lächelnd fotografiert wurden.
Es ist nicht überliefert, weshalb die Personen auf den Versteckte-Mutter-Fotografien sich verhüllten. Offenbar sollte das Kinderporträt im Mittelpunkt des Bildes stehen. Unter den Versteckte-Mutter-Fotografien gibt es sowohl solche, bei denen die verdeckte Person deutlich zu sehen ist, als auch Fotos, auf denen sich die Mutter beispielsweise hinter einem Möbelstück versteckt und nur die Hände zu erkennen sind. Eine weitere Möglichkeit war die Platzierung der das Kleinkind haltenden Person am Bildrand. Die Fotoporträts wurden im zeitgenössischen Gebrauch meist durch ovale Passepartouts gerahmt und so nur die Gesichter der Kinder gezeigt, die sich von dem meist dunkleren Hintergrund der verhüllten Person deutlich abhoben. Die auf den unbeschnittenen Fotos geisterhaft und unheimlich aussehenden Personen sollten also möglichst nicht zu sehen sein.

Versteckte-Mutter-Fotografien (Entstehungsjahr jeweils nicht überliefert)
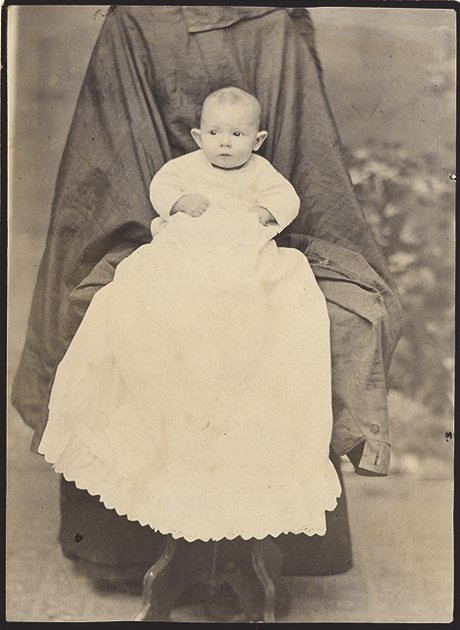
Fotograf unbekannt
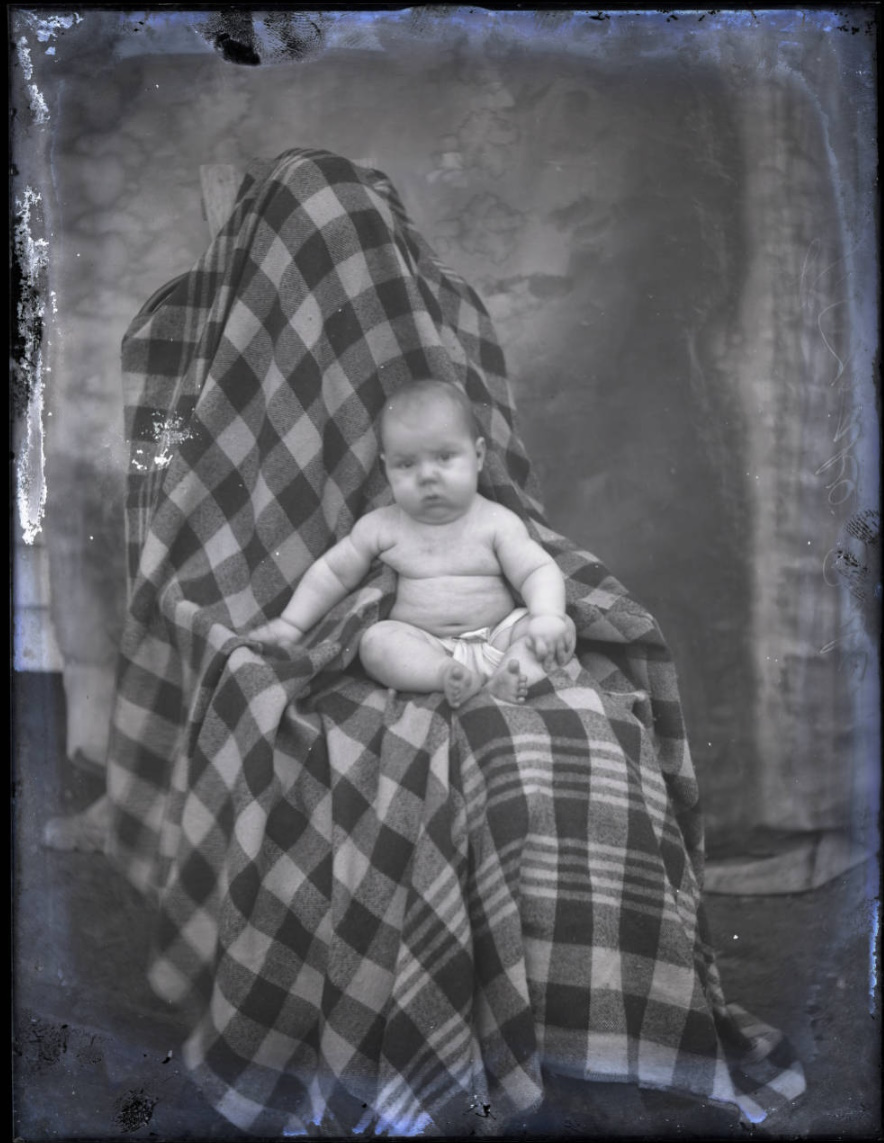
Fotograf: Albert J. Ewing
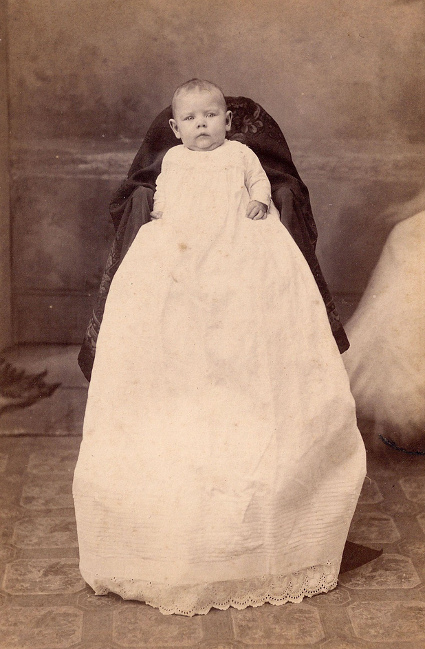
Fotograf unbekannt
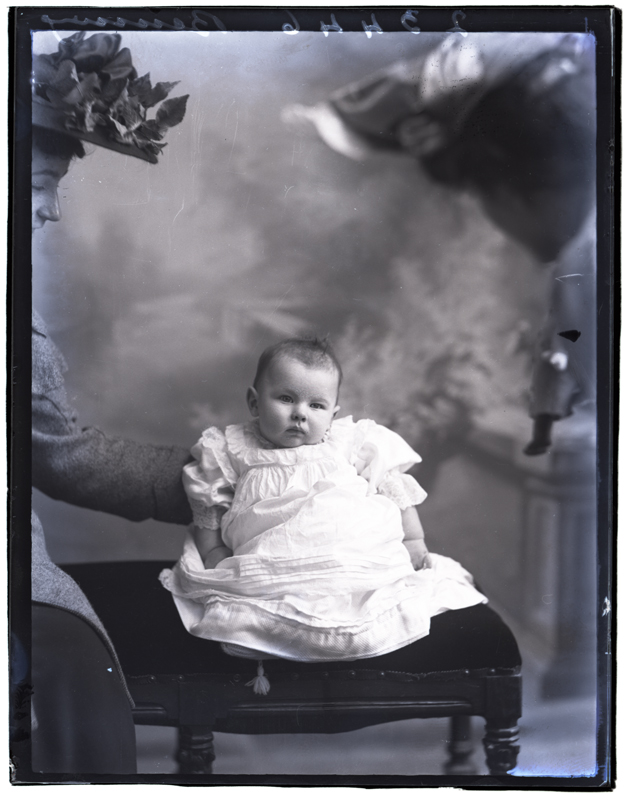
Fotograf David Knights-Whittome
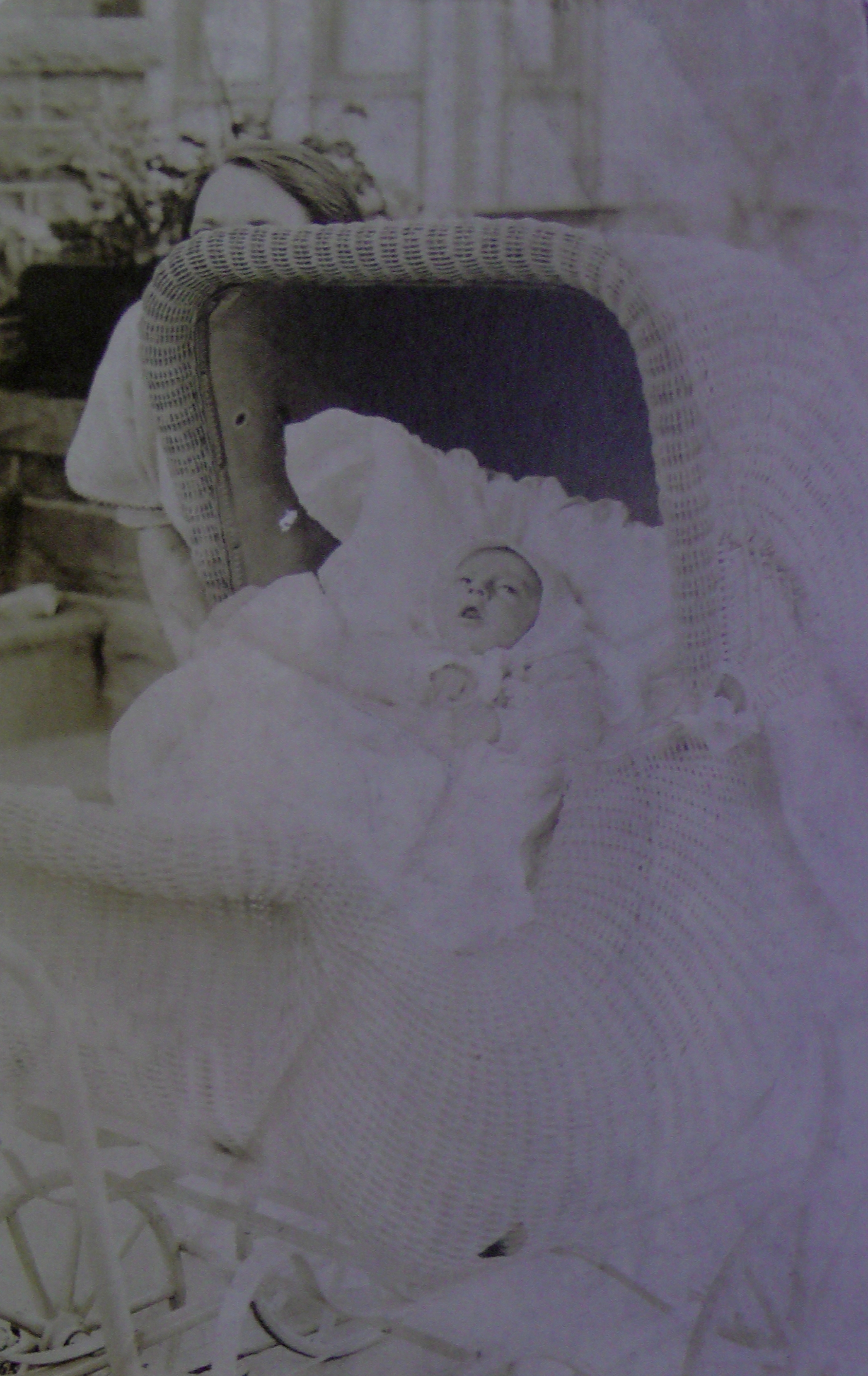
Fotograf unbekannt

## Rezeption
Seit Anfang des 21. Jahrhunderts beschäftigten sich drei Fotobücher mit den Versteckte-Mutter-Fotografien. Die US-Amerikaner Lee Marks und John Deprez veröffentlichten 2005 den Band The Hidden Presence. Die italienisch-schwedische Künstlerin Linda Fregni Nagler stellte 2013 im Rahmen der 55. Biennale in Venedig 997 Fotografien in einer Serie mit dem Titel The Hidden Mother in einer großen Vitrine aus und veröffentlichte im selben Jahr ein Fotobuch ihrer im Laufe eines Jahrzehnts gesammelten Originalfotos. In den Jahren 2014 und 2015 präsentierte die Fotografin Laura Larson eine Serie von rund 35 Fotos von versteckten Müttern in einer Wanderausstellung. Ihr Buch Hidden Mother von 2017 erzählt parallel zu den Fotos die Geschichte der Adoption ihrer Tochter aus Äthiopien.
Marcus Heine und Philipp Harms erklärten 2021 das heutige Interesse an der Versteckte-Mutter-Fotografie:

„Aus diesem Unterschied in der Lesart der Bilder resultiert für heutige Betrachter die Faszination. Obwohl diese Fotografien Kinder abbilden, erzählen sie uns mehr über deren Eltern. Der Wunsch der Eltern nach einem Bild von den Nachkommen führte dazu, (möglicherweise) selbst in den Bildraum zu treten, nur um dann im Bild wieder unsichtbar zu werden. Der ursprüngliche Blick auf das Kind und das Ausblenden der verschleierten Person wird in heutiger Rezeption umgekehrt. Unser zeitgenössisch dekonstruktiver Blick richtet sich auf die Figur im Hintergrund, gerade weil diese sich durch ihre Transformation im Bild anonymisiert hat.“

Die Versteckte-Mutter-Fotografien gelten inzwischen als beliebte Sammlerobjekte, wobei meist weder die Namen der fotografierten Personen noch der genaue Entstehungszeitpunkt der Fotos bekannt sind, sich allerdings allgemein der Name des Fotostudios aufgedruckt findet. Die Fotografin Megan Jacobs zeigte 2017 in einer Ausstellung eine künstlerische Adaption des Genres, indem sie eigene Fotos mit derselben Technik erstellte. Im Gegensatz zu den originalen Fotos, die die verdeckte Person möglichst nicht abbilden sollten, ist bei ihren Fotos die verhüllte Frau im Bildmittelpunkt. Statt eines Bildausschnittes des porträtierten Kindes zeigen sie vollständig die verhüllte Gestalt der Mutter oder bilden ausdrücklich ihre von den Tüchern unbedeckten Körperteile wie Arme oder eine Teilsilhouette ab, bis hin zu Bildern, auf denen nur die Umrisse einer Frau unter dem Tuch zu sehen sind, deren freiliegende Hände um ihren Schwangerschaftsbauch gelegt sind.